# Abd al-Rahman al-Sufi
Abd al-Rahman al-Sufi, latinizirano Azophi (Ray, danas južno predgrađe Teherana, 7. prosinca 903. – Širaz, 25. svibnja 986.), perzijski astronom i matematičar. U svojoj Knjizi o zvijezdama stajačicama (arap. Kitāb al-kawākib al-thābita al-musawwar, 964.) dao je položaje, magnitude i boje za 1 018 zvijezda, povezao grčke i arapske nazive zvijezda i zviježđa, popravio je pogreške iz Ptolemejeva Almagesta, uočio je da se nekim zvijezdama sjaj mijenja, opisao je nekoliko dugoperiodično promjenljivih zvijezda, zabilježio je položaje osam maglica. Bio je prvi astronom koji je u svoj zvjezdani atlas uvrstio izvangalaktičko nebesko tijelo: u zviježđu Andromedi uočio je galaktiku Andromedu, koju je opisao kao mali oblak. Bavio se i geometrijom, pronalaženjem metoda za konstruiranje jednakostraničnih višekutnika. Al-Sufijeve knjige prevođene su na mnoge jezike i značajno su utjecale na razvoj europske astronomije. Po njem su nazvani krater na Mjesecu (Azophi i planetoid (12621 Alsufi).

## Slike
|                 |                 |                      |                       |                        |
| Bik (zviježđe). | Rak (zviježđe). | Blizanci (zviježđe). | Andromeda (zviježđe). | Zmijonosac (zviježđe). |